# Identyfikacja elektroniczna
Identyfikacja elektroniczna – proces używania danych w postaci elektronicznej identyfikujących osobę, unikalnie reprezentujących osobę fizyczną lub prawną, lub osobę fizyczną reprezentującą osobę prawną.